# Teuflische Umarmung
Teuflische Umarmung  ist ein französischer Spielfilm aus dem Jahre 1984. Der Originaltitel L'année des méduses bedeutet „Das Jahr der Quallen“ und weist auf die nicht ungefährlichen Verführungsspiele hin, die eine junge Femme fatale beim Sommerurlaub in St. Tropez treibt. Diese von Valérie Kaprisky verkörperte Hauptfigur weist Bezüge zur Legende um die antike Salome auf. Beim mit viel Oben-ohne- und Nacktszenen dekorierten Film zeichnete der Schriftsteller und Drehbuchautor Christopher Frank für Drehbuch, Produktion und Regie verantwortlich. Die Handlung fußt auf seinem eigenen, gleichnamigen Roman. Der Vor- und Abspann sowie Szenen im Film sind mit Liedern der Punkrockerin Nina Hagen unterlegt. Caroline Cellier erhielt den César als beste Nebendarstellerin.

## Handlung
Die 18-jährige Chris und ihre 38-jährige Mutter Claude sind auch dieses Jahr wieder aus Paris in den Sommerurlaub nach St. Tropez gereist; der Vater geht in Paris weiter seinen Geschäften nach. Die Tage verbringen sie am Strand, die Abende im Kasino und in Diskotheken. Chris erprobt ihre Wirkung auf Männer, kostet ihre Macht aus und freut sich über die angerichteten Gefühlsschäden. Zur mondänen Gesellschaft gehören auch Vic und seine Frau Marianne, die mit Chris’ Eltern befreundet sind, und Romain.
Vic erinnert sich daran, wie Chris ihn in Paris zu verheißungsvollen geheimen Treffen verleitete, bei denen sie ihn dann jeweils in einem gewissen Moment abblitzen ließ. In St. Tropez wiederholt sie ihre Spielchen mit ihm. Romain hingegen ist ein Lebemann mittleren Alters. Er umgarnt am Strand junge Frauen, die er später älteren Herren zuführt, die in geräumigen Villen oder auf Jachten residieren. Auch auf ihn hat es Chris abgesehen, allerdings läuft ihre Koketterie bei ihm ins Leere, was ihre Eitelkeit verletzt. Romain nennt sie „Salome“ und erklärt, er wolle nicht Johannes der Täufer sein. Lieber bemüht er sich um die zunächst widerstrebende Claude. Nach einem Essen kann er sie auf eine Jacht locken, wo sie eine gemeinsame Nacht erleben.
Chris gönnt ihrer Mutter und ahnungslosen Rivalin das Vergnügen nicht und taktiert gegen sie. Sie lädt das deutsche Ehepaar Barbara und Peter an ihren Tisch, um Claude von der Konversation mit Romain abzuhalten. Als Claude und Romain zusammen einen weiteren Abend verbringen, geht Chris mit Barbara und Peter aus und danach mit beiden ins Bett. Am nächsten Morgen ist Peter abgereist, doch Chris lügt Barbara vor, Peter habe sie satt, und hält sie so davon ab, ihrem Mann nachzufahren. Als Störmanöver gegen Claudes Liaison mit Romain lässt sie ihren Vater nach St. Tropez kommen. Mit der Drohung, diesem die Affäre zu verraten, erpresst sie Romain, mit ihr auszugehen und sie auf die Jacht zu nehmen. Dort lehnt er ihre Forderung, mit ihr zu schlafen, jedoch ab und erklärt ihr, dass sie eine uninteressante, banale Frau sei, die niemals den Charme ihrer Mutter besitzen werde. Sie sichtet im Wasser eine Schwemme von Quallen, beginnt nackt einen entfesselten Tanz und stößt Romain über Bord. Aufgeregt sieht sie zu, wie er, von den Quallen gestochen, vergeblich wieder auf die Jacht zu gelangen versucht und umkommt. Am nächsten Tag geht die Polizei von einem Unfalltod aus. Chris bringt Barbara, die ohne Geld dasteht, zu einem älteren Herrn, bevor sie und ihre Mutter den Urlaub beenden und abreisen. Ein Kommentar informiert, dass Chris später wie von Romain vorausgesagt ein schales Leben an der Seite eines gut situierten Gatten führt.

## Hintergrund

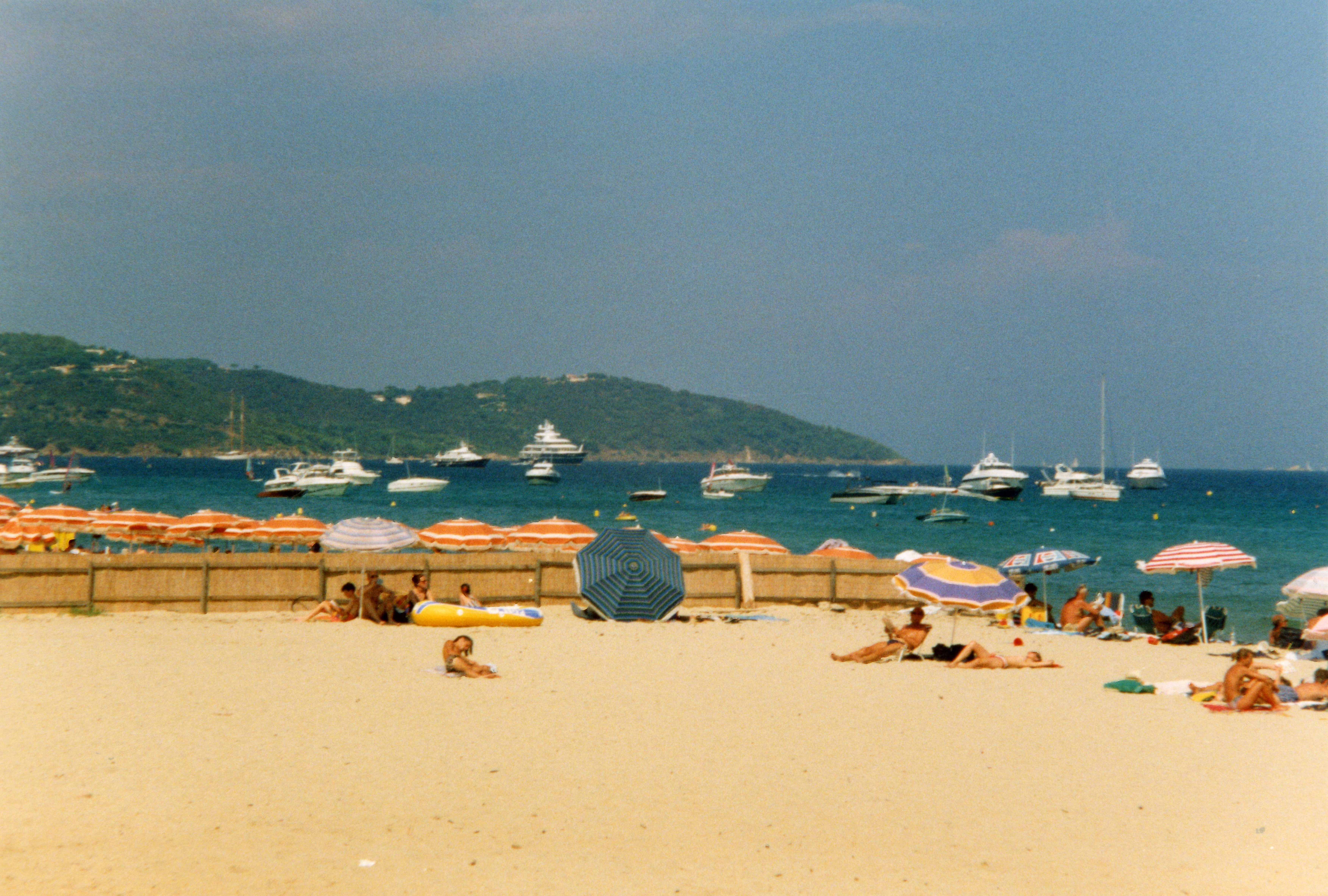
Strand in St. Tropez

Hauptdarstellerin Valérie Kaprisky kam damals mit dem Medienrummel nicht zurecht, den ihr vorheriger Film Die öffentliche Frau verursacht hatte, so dass sie „jeden Tag einen Weinkrampf“ hatte. Der Versicherungsarzt befahl ihr, erst zur Kur zu fahren, ehe sie mit den Dreharbeiten begann. Sie freute sich, mit dem „sehr diskreten und vertrauenswürdigen“ Christopher Frank zu arbeiten. Die Aufnahmen fanden vor Ort in St. Tropez statt, und die Szenen am Meer wurden am Strand „Tahiti“ gefilmt. In Frankreich zog der Film 1,5 Millionen Kinozuschauer an.

## Bewertungen

### Französische Kritiken
Laut Positif ist Teuflische Umarmung von den Filmen Franks am wenigsten gelungen. Der Einsatz von Rückblenden und von mehreren Erzählsträngen beeinträchtige die Wirkung des Ganzen. Jedoch sei er weit davon entfernt, ein uninteressanter Film zu sein. Er zeichne sich aus durch eine unerbittliche Offenlegung der Einstellungen und Beziehungen der Figuren ebenso wie eine fühlbare Nähe und Sympathie des Regisseurs zu ihnen. Die Schauspieler ließen sich großartig auf das Spiel der falschen Verführungen ein und trügen zum angenehmen Geschmack bei.
Die Cahiers du cinéma erlaubten sich Zweifel daran, dass Frank beim Film wirklich Regie geführt habe; jegliche Schauspielerführung fehle. Die Bedürftigkeit der Erzählkonstruktion betrübe, und derartige Rückblenden würde sich nicht mal ein Filmstudent gestatten. Es bleibe nichts als eine Parade von Oben-ohne-Darstellerinnen.
Die Revue du cinéma lobte die exzellente Kameraarbeit von Renato Berta. Die Hauptfigur sei eine neue Variante der Bardot aus Und immer lockt das Weib, nur „noch jünger, noch nackter und körperlich noch freier.“ Nach einigem Umherschweifen verenge sich die Erzählung auf den Kampf. Auf dem Unausgesprochenen und Angedeuteten gründend, hätte der Stoff furchteinflößend und faszinierend werden können, etwa unter der Regie von Eric Rohmer. Doch mit beschwerlichen Rückblenden und markantem Figurenverhalten werde Frank überdeutlich; weniger hätte fürs Verständnis auch gereicht. Indem er die Mechanismen und den Sinn des Geschlechterkampfes betone, beraube er ihn seines spielerischen Charakters.

### Deutsche Kritiken
Die deutschen Kritiken taten den Film als substanzlos ab. Der film-dienst bemängelte die unzureichende Dramaturgie und eindimensionale Figuren; die „symbolische Überhöhung ist hilflos auf den seichten Film aufgepfropft.“ Als „eher banal“ bezeichnete der Fischer Film Almanach den Streifen. Nach Meinung der Frankfurter Allgemeinen Zeitung würden die Themen der jungen teuflischen Verführerin und des Gefühle ausbeutenden Zuhälters von Christopher Frank „bis zur Substanzlosigkeit ausgeschlachtet“. Dass sich Urlauberinnen in sexuelle Abenteuer stürzten, sei nicht neu und einmal mehr in einem Film „voyeuristische Effekthascherei“. Die Frankfurter Rundschau sah eine „langweilige und ziemlich amateurhafte Softsex-Schmonzette, die auch noch auf Anspruch macht. Valérie Kaprisky spielt mal wieder ihre Standardrolle als hübsch anzuschauendes Ausziehpüppchen.“